# Dennebrœucq
Dennebrœucq és un municipi francès situat al departament del Pas de Calais i a la regió dels Alts de França. L'any 2007 tenia 356 habitants.

## Demografia

### Població
El 2007 la població de fet de Dennebrœucq era de 356 persones. Hi havia 132 famílies de les quals 32 eren unipersonals (16 homes vivint sols i 16 dones vivint soles), 32 parelles sense fills, 56 parelles amb fills i 12 famílies monoparentals amb fills.
La població ha evolucionat segons el següent gràfic:
Habitants censats

### Habitatges
El 2007 hi havia 153 habitatges, 133 eren l'habitatge principal de la família, 10 eren segones residències i 10 estaven desocupats. 151 eren cases i 2 eren apartaments. Dels 133 habitatges principals, 99 estaven ocupats pels seus propietaris, 28 estaven llogats i ocupats pels llogaters i 6 estaven cedits a títol gratuït; 1 tenia dues cambres, 19 en tenien tres, 33 en tenien quatre i 80 en tenien cinc o més. 108 habitatges disposaven pel capbaix d'una plaça de pàrquing. A 66 habitatges hi havia un automòbil i a 47 n'hi havia dos o més.

### Piràmide de població
La piràmide de població per edats i sexe el 2009 era:
| Homes | Edats   | Dones |
| ----- | ------- | ----- |
| 0     | 95 o +  | 0     |
| 1     | 90 a 94 | 1     |
| 1     | 85 a 89 | 5     |
| 2     | 80 a 84 | 2     |
| 6     | 75 a 79 | 8     |
| 12    | 70 a 74 | 10    |
| 8     | 65 a 69 | 6     |
| 9     | 60 a 64 | 18    |
| 4     | 55 a 59 | 3     |
| 13    | 50 a 54 | 8     |
| 11    | 45 a 49 | 14    |
| 14    | 40 a 44 | 5     |
| 7     | 35 a 39 | 11    |
| 12    | 30 a 34 | 10    |
| 15    | 25 a 29 | 9     |
| 12    | 20 a 24 | 6     |
| 13    | 15 a 19 | 12    |
| 11    | 10 a 14 | 8     |
| 4     | 5 a 9   | 9     |
| 7     | 0 a 4   | 7     |

## Economia
El 2007 la població en edat de treballar era de 220 persones, 150 eren actives i 70 eren inactives. De les 150 persones actives 125 estaven ocupades (73 homes i 52 dones) i 25 estaven aturades (12 homes i 13 dones). De les 70 persones inactives 18 estaven jubilades, 15 estaven estudiant i 37 estaven classificades com a «altres inactius».

### Ingressos
El 2009 a Dennebrœucq hi havia 140 unitats fiscals que integraven 361,5 persones, la mediana anual d'ingressos fiscals per persona era de 15.682 €.

### Activitats econòmiques
Dels 13 establiments que hi havia el 2007, 2 eren d'empreses de fabricació d'altres productes industrials, 2 d'empreses de construcció, 2 d'empreses de comerç i reparació d'automòbils, 2 d'empreses de transport, 1 d'una empresa d'hostatgeria i restauració, 1 d'una empresa de serveis, 1 d'una entitat de l'administració pública i 2 d'empreses classificades com a «altres activitats de serveis».
Dels 3 establiments de servei als particulars que hi havia el 2009, 1 era un taller de reparació d'automòbils i de material agrícola, 1 fusteria i 1 perruqueria.
L'únic establiment comercial que hi havia el 2009 era una carnisseria.
L'any 2000 a Dennebrœucq hi havia 8 explotacions agrícoles que ocupaven un total de 128 hectàrees.

## Equipaments sanitaris i escolars
El 2009 hi havia una escola elemental integrada dins d'un grup escolar amb les comunes properes formant una escola dispersa.

## Poblacions més properes
El següent diagrama mostra les poblacions més properes.